# كريستينا أولسون
كريستينا أولسون (بالسويدية: Kristina Ohlsson)‏ هي كاتِبة وكاتبة للأطفال سويدية، ولدت في 2 مارس 1979 في كريستيانستاد في السويد.

## وصلات خارجية
- كريستينا أولسون على موقع ميوزك برينز (الإنجليزية)